# Museo Nacional de Arte Moderno "Carlos Mérida"
El Museo Nacional de Arte Moderno "Carlos Mérida" es un museo nacional de arte moderno ubicada en la ciudad de Guatemala, nombrado en honor a Carlos Mérida.

## Historia
El edificio que alberga el Museo Nacional de Arte Moderno de Guatemala fue construido por el Arquitecto Roberto Moreno e inaugurado en 1939. Su artesonado central es de estilo mudéjar, formado por octógonos de caoba natural con rosetones de bronce en el corazón de su diseño. De la parte central del techo pende una lámpara de hierro forjado de 2.50 metros de diámetro con 96 luminarias. Su terraza, con clara influencia española, cuenta con vigas de madera decoradas con pintura, encapsuladas por 52 ventanas que rodean el conjunto arquitectónico. Esta terraza puede ser visitada una vez al año, durante: “Una noche en la calle de los museos”, evento que brinda la oportunidad de admirar el conjunto en todo su esplendor. 
Llamado originalmente Museo Nacional de Historia y Bellas Artes, como institución, fue inaugurado en el antiguo templo del Calvario, el 15 de enero de 1935. En 1968 el museo de Bellas Artes se traslada al salón No. 6, Finca La Aurora zona 13, donde se encuentra actualmente. Es hasta el 16 de octubre de 1975, que el Museo de Historia y Bellas Artes, tomó la denominación de “Museo Nacional de Arte Moderno de Guatemala”. En ese entonces, el museo era parte del Instituto de Antropología e Historia del Viceministerio de Cultura del Ministerio de Educación, que hoy se conoce como el Ministerio de Cultura y Deportes.
Hoy el museo permanece como la joya central del arte moderno de Guatemala. Su colección ejemplifica el amplio abanico de expresión de la modernidad en el país, en el período comprendido desde el año 1900 hasta el 2000. En 1999 por el Acuerdo Ministerial número 428-99, se le denomina Museo Nacional de Arte Moderno “Carlos Mérida”, tomando en cuenta que el Maestro Carlos Mérida fue uno de los principales exponentes de las artes visuales modernas guatemaltecas y uno de los más grandes y talentosos protagonistas de la historia del arte en Latinoamérica. Mérida destacó como pintor, muralista, pero también son conocidas sus grandes dotes en materia de integración arquitectónica y planificación cultural, así como su vitalidad creadora en sentido amplio. Su legado conceptual y humano, compiten con la majestuosidad de sus obras. Es por esto, que el museo se honra en llevar el nombre de Carlos Mérida, como la voz clave del patrimonio cultural de Guatemala, en el lenguaje artístico del siglo XX. 
Actualmente el Museo cuenta con tres espacios dedicados a las Artes Visuales: La Sala de Exposición Permanente, que resguarda como patrimonio nacional, una cronología de cien años de obras de arte guatemaltecas; la Sala Carlos Mérida, dedicada exclusivamente a la obra del maestro y la Sala de Exposiciones Temporales, que es un espacio activo, una ventana abierta a la contemporaneidad nacional e internacional y sus diversas manifestaciones artísticas.

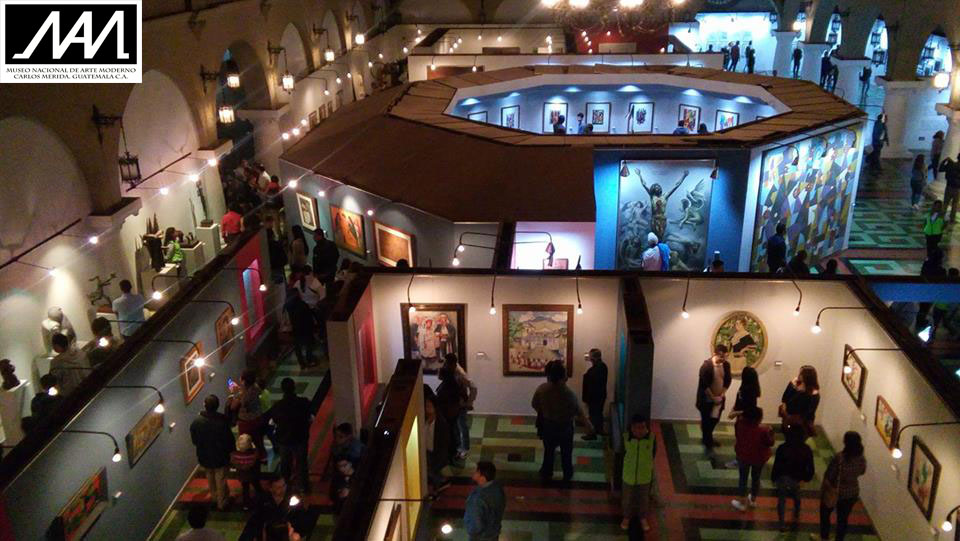
Vista desde la terraza.

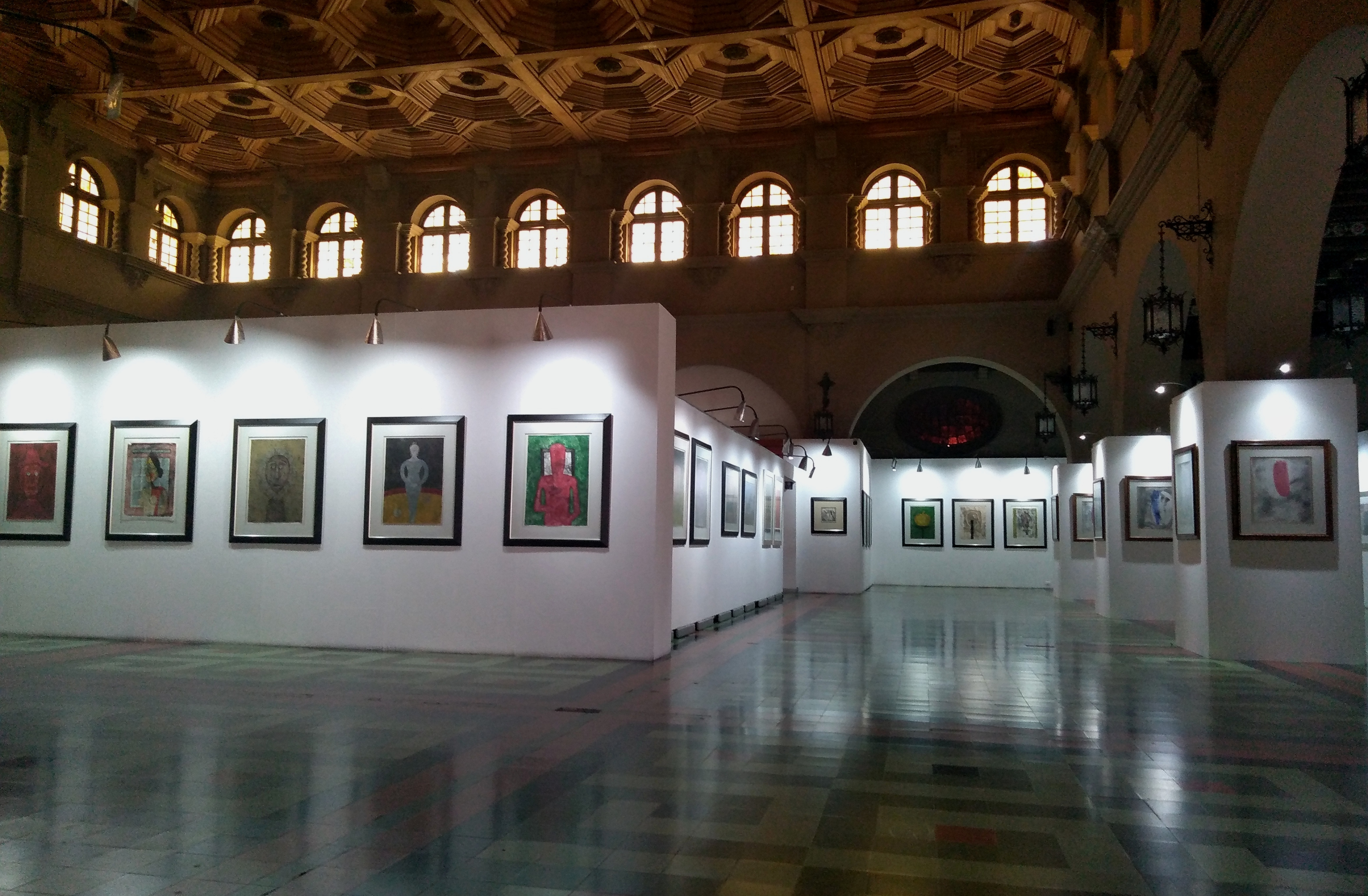
Vista desde el interior del museo.